# 1. Fußball-Club Kaiserslautern 1998-1999
Questa voce raccoglie le informazioni riguardanti il 1. Fußball-Club Kaiserslautern nelle competizioni ufficiali della stagione 1998-1999.

## Stagione
Nella stagione 1998-1999 il Kaiserslautern, allenato da Otto Rehhagel, concluse il campionato di Bundesliga al 5º posto. In Coppa di Germania il Kaiserslautern fu eliminato al secondo turno dal Bochum. In Coppa di Lega il Kaiserslautern fu eliminato in semifinale dallo Stoccarda. In Champions League il Kaiserslautern fu eliminato ai quarti di finale dal Bayern Monaco.

## Rosa
| N. |                     | Ruolo | Calciatore      |
| -- | ------------------- | ----- | --------------- |
| 1  | Germania (bandiera) | P     | Andreas Reinke  |
| 2  | Germania (bandiera) | P     | Uwe Gospodarek  |
| 3  | Germania (bandiera) | C     | Michael Ballack |
| 4  | Germania (bandiera) | D     | Axel Roos       |
| 5  | Egitto (bandiera)   | D     | Samir Kamouna   |
| 6  | Egitto (bandiera)   | D     | Hany Ramzy      |
| 7  | Bulgaria (bandiera) | C     | Marian Hristov  |
| 8  | Germania (bandiera) | C     | Martin Wagner   |
| 10 | Svizzera (bandiera) | C     | Ciriaco Sforza  |
| 11 | Germania (bandiera) | A     | Olaf Marschall  |
| 12 | Germania (bandiera) | A     | Marco Reich     |
| 13 | Germania (bandiera) | D     | Roger Lutz      |
| 13 | Nigeria (bandiera)  | C     | Pascal Ojigwe   |

| N. |                      | Ruolo | Calciatore         |
| -- | -------------------- | ----- | ------------------ |
| 15 | Ungheria (bandiera)  | D     | János Hrutka       |
| 16 | Danimarca (bandiera) | D     | Michael Schjønberg |
| 17 | Brasile (bandiera)   | C     | Ratinho            |
| 18 | Germania (bandiera)  | A     | Jürgen Rische      |
| 19 | Germania (bandiera)  | D     | Oliver Schäfer     |
| 20 | Germania (bandiera)  | A     | Uwe Rösler         |
| 22 | Germania (bandiera)  | C     | Andreas Buck       |
| 23 | Germania (bandiera)  | C     | Thomas Riedl       |
| 24 | Germania (bandiera)  | D     | Harry Koch         |
| 25 | Ungheria (bandiera)  | P     | Lajos Szűcs        |
| 27 | Germania (bandiera)  | C     | Daniel Graf        |
| 28 | Brasile (bandiera)   | C     | Junior             |

## Organigramma societario
Area tecnica
- Allenatore: Otto Rehhagel
- Allenatore in seconda: Reinhard Stumpf
- Preparatore dei portieri: Gerald Ehrmann
- Preparatori atletici:

## Calciomercato

### Sessione estiva
| Acquisti | Acquisti       | Acquisti        | Acquisti |
| R.       | Nome           | da              | Modalità |
| -------- | -------------- | --------------- | -------- |
| P        | Uwe Gospodarek | Bochum          |          |
| D        | Samir Kamouna  | Al-Ahly         |          |
| D        | Hany Ramzy     | Werder Brema    |          |
| A        | Uwe Rösler     | Manchester City |          |

| Cessioni | Cessioni        | Cessioni          | Cessioni |
| R.       | Nome            | a                 | Modalità |
| -------- | --------------- | ----------------- | -------- |
| C        | Stefan Ertl     | Kickers Offenbach |          |
| C        | Thomas Franck   | Waldhof Mannheim  |          |
| D        | Miroslav Kadlec | Drnovice          |          |
| P        | Petr Kouba      | Viktoria Žižkov   |          |
| A        | Pavel Kuka      | Norimberga        |          |

### Sessione invernale
| Acquisti | Acquisti | Acquisti | Acquisti |
| R.       | Nome     | da       | Modalità |
| -------- | -------- | -------- | -------- |

| Cessioni | Cessioni | Cessioni | Cessioni |
| R.       | Nome     | a        | Modalità |
| -------- | -------- | -------- | -------- |

## Risultati

### Bundesliga

#### Girone di andata
| Arbitro: | Aust |

|                    |           |                           |
| Winkler 12’ (rig.) | Marcatori | 42’ Marschall 62’ Kamouna |

| Arbitro: | Zerr |

|                          |           |            |
| Wagner 42’ Marschall 63’ | Marcatori | 83’ Ašanin |

| Arbitro: | Jansen |

|                                              |           |  |
| Ristić 33’, 79’ Bobic 71’ Balăkov 85’ (rig.) | Marcatori |  |

| Arbitro: | Dardenne |

|                                              |           |                             |
| Marschall 5’, 68’ Schjønberg 71’ (rig.), 82’ | Marcatori | 1’ Veit 45’ Thom 54’ Dárdai |

| Arbitro: | Keßler |

|          |           |               |
| Kuka 43’ | Marcatori | 85’ Marschall |

| Arbitro: | Wack |

|                                    |           |                                 |
| Sundermann 5’ (aut.) Marschall 58’ | Marcatori | 60’ Reis 67’ Buckley 74’ Džafić |

| Arbitro: | Krug |

|                     |           |                           |
| Roberto 8’ Rink 65’ | Marcatori | 31’ Marschall 41’ Hristov |

| Arbitro: | Fleischer |

|           |           |              |
| Reich 72’ | Marcatori | 50’ Dammeier |

| Arbitro: | Heynemann |

|                                    |           |  |
| Basler 10’ Daei 45’ Élber 52’, 55’ | Marcatori |  |

| Arbitro: | Fröhlich |

|                                             |           |                       |
| Marschall 50’ (rig.) Ballack 67’ Rösler 73’ | Marcatori | 3’ Pamić 23’ Neuville |

| Arbitro: | Strampe |

|  |           |             |
|  | Marcatori | 37’ Hristov |

| Arbitro: | Kemmling |

|            |           |  |
| Rösler 83’ | Marcatori |  |

| Arbitro: | Stark |

|  |           |           |
|  | Marcatori | 75’ Ramzy |

| Arbitro: | Albrecht |

|           |           |  |
| Reich 78’ | Marcatori |  |

| Arbitro: | Zerr |

|                                                       |           |         |
| Hristov 9’ Rösler 67’ Hrutka 71’ Marschall 74’ (rig.) | Marcatori | 34’ Max |

| Arbitro: | Buchhart |

|                      |           |            |
| Ballack 4’ Ramzy 90’ | Marcatori | 74’ Stojak |

| Arbitro: | Fandel |

|                                      |           |            |
| Beierle 49’ Tøfting 64’ Andersen 90’ | Marcatori | 41’ Rösler |

#### Girone di ritorno
| Arbitro: | Strampe |

|           |           |             |
| Reich 61’ | Marcatori | 51’ Winkler |

| Arbitro: | Berg |

|  |           |                                 |
|  | Marcatori | 26’ Marschall 56’ (aut.) Ašanin |

| Arbitro: | Krug |

|           |           |           |
| Ramzy 65’ | Marcatori | 60’ Bobic |

| Arbitro: | Heynemann |

|            |           |            |
| Preetz 79’ | Marcatori | 2’ Ballack |

| Arbitro: | Koop |

|                        |           |  |
| Rösler 39’ Ratinho 61’ | Marcatori |  |

| Arbitro: | Strampe |

|           |           |                        |
| Zeyer 42’ | Marcatori | 59’ Ratinho 86’ Rösler |

| Arbitro: | Jansen |

|  |           |             |
|  | Marcatori | 42’ Kirsten |

| Arbitro: | Zerr |

|                 |           |                    |
| Präger 42’, 70’ | Marcatori | 75’ (rig.) Ballack |

| Arbitro: | Fröhlich |

|                     |           |         |
| Buck 29’ Rische 43’ | Marcatori | 5’ Daei |

| Arbitro: | Wagner |

|                         |           |            |
| Neuville 42’ Ehlers 59’ | Marcatori | 89’ Rösler |

| Arbitro: | Aust |

|  |           |                        |
|  | Marcatori | 38’ Weißhaupt 90’ Baya |

| Arbitro: | Heynemann |

|                          |           |  |
| Yeboah 37’ Kir'jakov 49’ | Marcatori |  |

| Arbitro: | Buchhart |

|                                                  |           |  |
| Schjønberg 35’, 68’ (rig.) Rösler 59’ Rische 80’ | Marcatori |  |

| Arbitro: | Fandel |

|               |           |  |
| Chapuisat 11’ | Marcatori |  |

| Arbitro: | Dardenne |

|  |           |                                  |
|  | Marcatori | 71’ (rig.) Schjønberg 89’ Rische |

| Arbitro: | Krug |

|                            |           |  |
| Marschall 3’, 25’ Buck 36’ | Marcatori |  |

| Arbitro: | Jansen |

|                                                               |           |                       |
| Yang 46’ Sobotzik 70’ Gebhardt 80’ Schneider 82’ Fjørtoft 89’ | Marcatori | 68’ (rig.) Schjønberg |

### Coppa di Germania
| Arbitro: | Strampe |

|                    |           |                               |
| Younga-Mouhani 45’ | Marcatori | 11’ Rösler 72’, 90’ Marschall |

| Arbitro: | Buchhart |

|                                                   |                      |                                                          |
| Rösler 6’ (rig.)                                  | Marcatori            | 58’ (rig.) Petrović                                      |
| Schjønberg Rische Marschall Ballack Kamouna Riedl | Tiri di rigore 4 – 5 | Sundermann Baştürk Petrović Džafić Hofmann Schindzielorz |

### Coppa di Lega
| Arbitro: | Wagner |

|                                           |           |                          |
| Balăkov 18’ (rig.) Poschner 78’ Bobic 87’ | Marcatori | 8’, 53’ (rig.) Marschall |

### Champions League

#### Fase a gironi
| Arbitro: | Collina |

|            |           |  |
| Wagner 41’ | Marcatori |  |

| Helsinki 30 settembre 1998, ore 20:45 CEST 2ª giornata | HJK    | 0 – 0 referto | Kaiserslautern | Stadio Olimpico (21 217 spett.)\| Arbitro: \| Irvine \| |
| Arbitro:                                               | Irvine |               |                |                                                         |

| Arbitro: | Sars |

|              |           |                      |
| Chochlov 78’ | Marcatori | 66’ Riedl 81’ Rische |

| Arbitro: | Elleray |

|                                  |           |                     |
| Rische 68’ Reich 77’ Hristov 90’ | Marcatori | 18’ van Nistelrooij |

| Arbitro: | Barber |

|                     |           |            |
| Gomes 30’ Pinto 70’ | Marcatori | 90’ Rische |

| Arbitro: | Nielsen |

|                                               |           |                       |
| Rösler 43’, 61’, 80’ Marschall 49’ Rische 84’ | Marcatori | 29’ Ilola 68’ Antônio |

#### Fase a eliminazione diretta
| Arbitro: | Levnikov |

|                         |           |  |
| Élber 31’ Effenberg 35’ | Marcatori |  |

| Arbitro: | Meier |

|  |           |                                                              |
|  | Marcatori | 9’ (rig.) Effenberg 22’ Jancker 39’ (aut.) Rösler 56’ Basler |

## Statistiche

### Statistiche di squadra
| Competizione      | Punti | In casa | In casa | In casa | In casa | In casa | In casa | In trasferta | In trasferta | In trasferta | In trasferta | In trasferta | In trasferta | Totale | Totale | Totale | Totale | Totale | Totale | DR |
| Competizione      | Punti | G       | V       | N       | P       | Gf      | Gs      | G            | V            | N            | P            | Gf           | Gs           | G      | V      | N      | P      | Gf     | Gs     | DR |
| ----------------- | ----- | ------- | ------- | ------- | ------- | ------- | ------- | ------------ | ------------ | ------------ | ------------ | ------------ | ------------ | ------ | ------ | ------ | ------ | ------ | ------ | -- |
| Bundesliga        | 57    | 17      | 11      | 3       | 3       | 33      | 18      | 17           | 6            | 3            | 8            | 18           | 29           | 34     | 17     | 6      | 11     | 51     | 47     | +4 |
| Coppa di Germania | -     | 1       | 0       | 1       | 0       | 1       | 1       | 1            | 1            | 0            | 0            | 3            | 1            | 2      | 1      | 1      | 0      | 4      | 2      | +2 |
| Coppa di Lega     | -     | 0       | 0       | 0       | 0       | 0       | 0       | 1            | 0            | 0            | 1            | 2            | 3            | 1      | 0      | 0      | 1      | 2      | 3      | -1 |
| Champions League  | -     | 4       | 3       | 0       | 1       | 9       | 7       | 4            | 1            | 1            | 2            | 3            | 5            | 8      | 4      | 1      | 3      | 12     | 12     | 0  |
| Totale            | 57    | 22      | 14      | 4       | 4       | 43      | 26      | 23           | 8            | 4            | 11           | 26           | 38           | 45     | 22     | 8      | 15     | 69     | 64     | +5 |

### Andamento in campionato
| Giornata  | 1 | 2 | 3 | 4 | 5 | 6 | 7 | 8 | 9  | 10 | 11 | 12 | 13 | 14 | 15 | 16 | 17 | 18 | 19 | 20 | 21 | 22 | 23 | 24 | 25 | 26 | 27 | 28 | 29 | 30 | 31 | 32 | 33 | 34 |
| --------- | - | - | - | - | - | - | - | - | -- | -- | -- | -- | -- | -- | -- | -- | -- | -- | -- | -- | -- | -- | -- | -- | -- | -- | -- | -- | -- | -- | -- | -- | -- | -- |
| Luogo     | T | C | T | C | T | C | T | C | T  | C  | T  | C  | T  | C  | C  | C  | T  | C  | T  | C  | T  | C  | T  | C  | T  | C  | T  | C  | T  | C  | T  | T  | C  | T  |
| Risultato | V | V | P | V | N | P | N | N | P  | V  | V  | V  | V  | V  | V  | V  | P  | N  | V  | N  | N  | V  | V  | P  | P  | V  | P  | P  | P  | V  | P  | V  | V  | P  |
| Posizione | 3 | 2 | 5 | 2 | 3 | 6 | 6 | 7 | 10 | 9  | 4  | 4  | 4  | 4  | 3  | 4  | 3  | 3  | 3  | 3  | 3  | 2  | 2  | 3  | 3  | 3  | 3  | 4  | 5  | 4  | 5  | 4  | 4  | 5  |

Legenda:

Luogo: C = Casa; T = Trasferta. Risultato: V = Vittoria; N = Pareggio; P = Sconfitta.

### Statistiche dei giocatori
| Giocatore     | Bundesliga | Bundesliga | Bundesliga  | Bundesliga | Coppa di Germania | Coppa di Germania | Coppa di Germania | Coppa di Germania | Coppa di Lega | Coppa di Lega | Coppa di Lega | Coppa di Lega | Champions League | Champions League | Champions League | Champions League | Totale   | Totale | Totale      | Totale     |
| Giocatore     | Presenze   | Reti       | Ammonizioni | Espulsioni | Presenze          | Reti              | Ammonizioni       | Espulsioni        | Presenze      | Reti          | Ammonizioni   | Espulsioni    | Presenze         | Reti             | Ammonizioni      | Espulsioni       | Presenze | Reti   | Ammonizioni | Espulsioni |
| ------------- | ---------- | ---------- | ----------- | ---------- | ----------------- | ----------------- | ----------------- | ----------------- | ------------- | ------------- | ------------- | ------------- | ---------------- | ---------------- | ---------------- | ---------------- | -------- | ------ | ----------- | ---------- |
| M. Ballack    | 30         | 4          | 10          | 0          | 2                 | 0                 | 1                 | 0                 | 1             | 0             | 0             | 0             | 6                | 0                | 1                | 0                | 39       | 4      | 12          | 0          |
| A. Buck       | 23         | 2          | 1           | 0          | 0                 | 0                 | 0                 | 0                 | 1             | 0             | 0             | 0             | 6                | 0                | 0                | 0                | 30       | 2      | 1           | 0          |
| U. Gospodarek | 0          | 0          | 0           | 0          | 0                 | 0                 | 0                 | 0                 | 0             | 0             | 0             | 0             | 0                | 0                | 0                | 0                | 0        | 0      | 0           | 0          |
| D. Graf       | 2          | 0          | 0           | 0          | 0                 | 0                 | 0                 | 0                 | 0             | 0             | 0             | 0             | 0                | 0                | 0                | 0                | 2        | 0      | 0           | 0          |
| M. Hristov    | 19         | 3          | 2           | 0          | 2                 | 0                 | 0                 | 1                 | 1             | 0             | 0             | 0             | 6                | 1                | 1                | 0                | 28       | 4      | 3           | 1          |
| J. Hrutka     | 12         | 1          | 2           | 0          | 1                 | 0                 | 0                 | 0                 | 1             | 0             | 0             | 0             | 4                | 0                | 1                | 1                | 18       | 1      | 3           | 1          |
| J. Junior     | 8          | 0          | 0           | 0          | 0                 | 0                 | 0                 | 0                 | 0             | 0             | 0             | 0             | 3                | 0                | 0                | 0                | 11       | 0      | 0           | 0          |
| S. Kamouna    | 19         | 1          | 3           | 0          | 2                 | 0                 | 0                 | 0                 | 1             | 0             | 0             | 0             | 6                | 0                | 1                | 0                | 28       | 1      | 4           | 0          |
| H. Koch       | 24         | 0          | 1           | 0          | 0                 | 0                 | 0                 | 0                 | 0             | 0             | 0             | 0             | 8                | 0                | 0                | 0                | 32       | 0      | 1           | 0          |
| R. Lutz       | 0          | 0          | 0           | 0          | 0                 | 0                 | 0                 | 0                 | 0             | 0             | 0             | 0             | 0                | 0                | 0                | 0                | 0        | 0      | 0           | 0          |
| O. Marschall  | 28         | 12         | 7           | 0          | 2                 | 2                 | 0                 | 0                 | 1             | 2             | 0             | 0             | 5                | 1                | 0                | 0                | 36       | 17     | 7           | 0          |
| P. Ojigwe     | 4          | 0          | 0           | 1          | 1                 | 0                 | 0                 | 0                 | 0             | 0             | 0             | 0             | 4                | 0                | 1                | 0                | 9        | 0      | 1           | 1          |
| H. Ramzy      | 32         | 3          | 4           | 0          | 1                 | 0                 | 1                 | 0                 | 0             | 0             | 0             | 0             | 6                | 0                | 1                | 1                | 39       | 3      | 6           | 1          |
| R. Ratinho    | 21         | 2          | 3           | 0          | 2                 | 0                 | 1                 | 0                 | 1             | 0             | 0             | 0             | 3                | 0                | 0                | 0                | 27       | 2      | 4           | 0          |
| M. Reich      | 27         | 3          | 3           | 0          | 2                 | 0                 | 0                 | 0                 | 1             | 0             | 0             | 0             | 8                | 1                | 1                | 0                | 38       | 4      | 4           | 0          |
| A. Reinke     | 34         | 0          | 1           | 0          | 2                 | 0                 | 0                 | 0                 | 1             | 0             | 0             | 0             | 8                | 0                | 0                | 0                | 45       | 0      | 1           | 0          |
| T. Riedl      | 29         | 0          | 5           | 0          | 2                 | 0                 | 0                 | 0                 | 1             | 0             | 0             | 0             | 8                | 1                | 0                | 0                | 40       | 1      | 5           | 0          |
| J. Rische     | 29         | 3          | 1           | 0          | 1                 | 0                 | 0                 | 0                 | 0             | 0             | 0             | 0             | 7                | 4                | 0                | 0                | 37       | 7      | 1           | 0          |
| A. Roos       | 23         | 0          | 1           | 0          | 1                 | 0                 | 0                 | 0                 | 1             | 0             | 0             | 0             | 5                | 0                | 0                | 0                | 30       | 0      | 1           | 0          |
| U. Rösler     | 28         | 8          | 4           | 1          | 2                 | 2                 | 0                 | 0                 | 1             | 0             | 0             | 0             | 6                | 3                | 1                | 0                | 37       | 13     | 5           | 1          |
| M. Schjønberg | 15         | 6          | 1           | 0          | 2                 | 0                 | 0                 | 0                 | 1             | 0             | 0             | 0             | 1                | 0                | 1                | 0                | 19       | 6      | 2           | 0          |
| O. Schäfer    | 8          | 0          | 2           | 0          | 0                 | 0                 | 0                 | 0                 | 0             | 0             | 0             | 0             | 0                | 0                | 0                | 0                | 8        | 0      | 2           | 0          |
| C. Sforza     | 32         | 0          | 3           | 0          | 0                 | 0                 | 0                 | 0                 | 0             | 0             | 0             | 0             | 7                | 0                | 2                | 0                | 39       | 0      | 5           | 0          |
| L. Szűcs      | 0          | 0          | 0           | 0          | 0                 | 0                 | 0                 | 0                 | 0             | 0             | 0             | 0             | 0                | 0                | 0                | 0                | 0        | 0      | 0           | 0          |
| M. Wagner     | 21         | 1          | 5           | 1          | 2                 | 0                 | 0                 | 0                 | 1             | 0             | 0             | 0             | 4                | 1                | 0                | 0                | 28       | 2      | 5           | 1          |